# Dąbrowa Chełmińska (przystanek kolejowy)
Dąbrowa Chełmińska – ogólnodostępna bocznica szlakowa i przystanek osobowy w Dąbrowie Chełmińskiej, w gminie Dąbrowa Chełmińska, w powiecie bydgoskim, w województwie kujawsko-pomorskim, w Polsce. Zespół dworca składa się z budynku dworcowego wybudowanego z marmuru z 1910 roku oraz trzech robotniczych budynków mieszkalnych zbudowanych w 1898, 1900 i 1913 roku Na początku kwietnia 2000 roku przystanek został zamknięty dla pociągów osobowych. 13 listopada 2008 roku ruch pasażerski został przywrócony na tym przystanku.

## Ruch pasażerski
| Rok  | Wymiana pasażerska na dobę |
| ---- | -------------------------- |
| 2017 | 20-49                      |
| 2022 | 50-99                      |